# Endeavor (Wisconsin)
Pour les articles homonymes, voir Endeavor.
Endeavor est un village du comté de Marquette, dans l'État du Wisconsin, aux États-Unis. En 2020, il comptait une population de 432 habitants.